# Le Crotoy
Le Crotoy (Nederlands: Krotooie) is een gemeente in het Franse departement Somme (regio Hauts-de-France) en telt 2439 inwoners (1999). De plaats maakt deel uit van het arrondissement Abbeville en ligt aan de Spoorlijn van de Sommebaai.
Jeanne d'Arc heeft van 21 november tot en met 20 december 1430 gevangen gezeten in het kasteel van Le Crotoy. Aan de kade staat een standbeeld voor haar. Jules Verne woonde in Le Crotoy van 1865 tot 1870 en schreef hier zijn werk Twintigduizend mijlen onder zee.

## Geschiedenis
De oorsprong van Le Crotoy is Keltisch. Nadat de Kelten Mayoc hadden gesticht werd het gebied tijdens een storm door het water in tweeën gedeeld. Naast Mayoc (zie: Saint-Firmin-lès-Crotoy) ontstond toen Crotoy. Deze plaats werd voor het eerst vermeld in 663, als Creta, wat eveneens een Keltische naam is.
In 1150 werd hier door de graaf van Ponthieu een kasteel gebouwd. De graaf werd begin 12e eeuw vermoord door Hugo III, graaf van Saint-Pol. Hierop berust de legende van het Bête Canteraine, volgens welke de boze graaf Hugo in een wolf zou zijn veranderd die hele streken zou doen ontvolken.
Tijdens de Honderdjarige Oorlog kwam Le Crotoy beurtelings onder Engelse en Franse heerschappij, en in 1372 werd de stad in brand gestoken door Engelse troepen. Later werd Le Crotoy een garnizoensstad. Een van de gouverneurs was Jacques d'Harcourt die de stad verdedigde tegen Engelse troepen maar in 1424 de stad, het laatste Franse steunpunt aan de Baai van de Somme, moest overgeven. Jeanne d'Arc heeft eind 1430 nog enige tijd gevangen gezeten op het kasteel van Le Crotoy, alvorens naar Rouen te worden vervoerd. Een beeld van Jeanne is nog te vinden in Le Crotoy.
In 1471 sloten Karel de Stoute, hertog van Bourgondië, en Lodewijk XI, koning van Frankrijk, hier het Verdrag van Le Crotoy.
De vesting van Le Crotoy onderging heel wat belegeringen maar in 1674 kwam daar, krachtens de Vrede van Aken, een einde aan: het kasteel moest worden gesloopt.
Tussen 1784 en 1788 werd de benedenloop van de Somme gekanaliseerd.
In 1837 werd Le Crotoy bezocht door Victor Hugo, en vanaf 1850 ontwikkelde Le Crotoy zich ook als badplaats. Met name de parfumeur Pierre Guerlain kocht er veel grond en bezat er een landhuis. Hij liet in 1850 het Grand Hôtel bouwen, dat echter in de jaren '70 van de 20e eeuw door een appartementencomplex werd vervangen. Hier zou keizerin Eugénie ook nog op bezoek zijn geweest. 
De schrijver Jules Verne verbleef vanaf de jaren 1860 regelmatig in Le Crotoy. Op zijn boot, die daar was aangemeerd, schreef hij een groot deel van zijn bekende boek Twintigduizend mijlen onder zee. 
Ook diverse kunstschilders werden aangetrokken door Le Crotoy; onder anderen Alfred Sisley, Henri de Toulouse-Lautrec, en Georges Seurat. Ook schrijfster Colette verbleef vanaf 1906 enige tijd in Le Crotoy. De dichter Charles Millevoye bezat er een groot landhuis, op de plaats waar vroeger het kasteel heeft gestaan.

## Luchtvaart
De Gebroeders Caudron maakten er proefvluchten en stichtten in 1910 te Le Crotoy de eerste luchtvaartschool ter wereld. Bessie Coleman haalde hier haar vliegbrevet, als eerste zwarte Amerikaanse. In 1913 kwam er ook een militaire luchtvaartschool. In 1919 kreeg Raymonde de Laroche, de eerste vrouw ter wereld met een vliegbrevet, hier een dodelijk vliegongeluk. In 1928 verliet de luchtvaartschool Le Crotoy, en in 1933 werd de vliegtuigfabriek van de Caudrons overgenomen door Renault.

## Geografie
De oppervlakte van Le Crotoy bedraagt 16,3 km², de bevolkingsdichtheid is 149,6 inwoners per km².
De onderstaande kaart toont de ligging van Le Crotoy met de belangrijkste infrastructuur en aangrenzende gemeenten.
Le Crotoy ligt aan de Baai van de Somme. Verder zijn er grote plassen, die door grindwinning zijn ontstaan, waar veel watervogels te vinden zijn.

## Nabijgelegen kernen
Saint-Firmin-lès-Crotoy, Rue, Favières, Ponthoile, Noyelles-sur-Mer

## Economie
Traditionele bestaansmiddelen zijn de schapenhouderij op de schorren, met de jaarlijkse feestelijke transhumance. Vanaf 1981 werd de mosselcultuur beoefend. Er worden kokkels geraapt en zoutplanten als zeekraal geplukt. Industriële bedrijvigheid omvat de grootschalige winning van grind. Het belangrijkste middel van bestaan is het toerisme.

## Bezienswaardigheden
- De Sint-Pieterskerk (Église Saint-Pierre).
- Overblijfselen van de vesting.
- Enkele oude villa's en hotels.
- Monumenten voor Jeanne d'Arc en voor de gebroeders Caudron.
- De Vuurtoren van Le Crotoy

## Demografie
Onderstaande figuur toont het verloop van het inwonertal (bron: INSEE-tellingen).

## Overleden
- Raymonde de Laroche (1882-1919), aviatrice

## Afbeeldingen

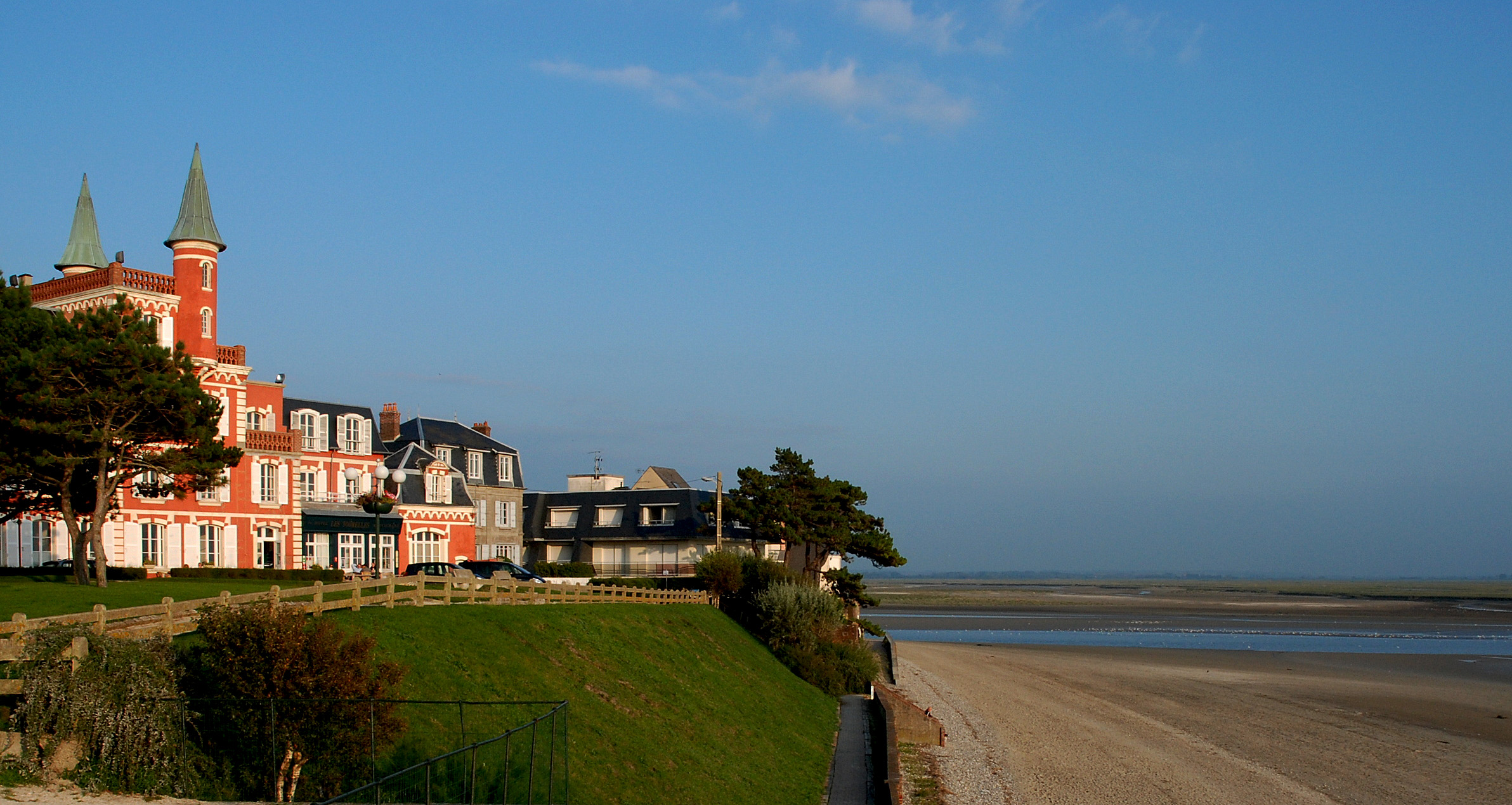
Le Crotoy
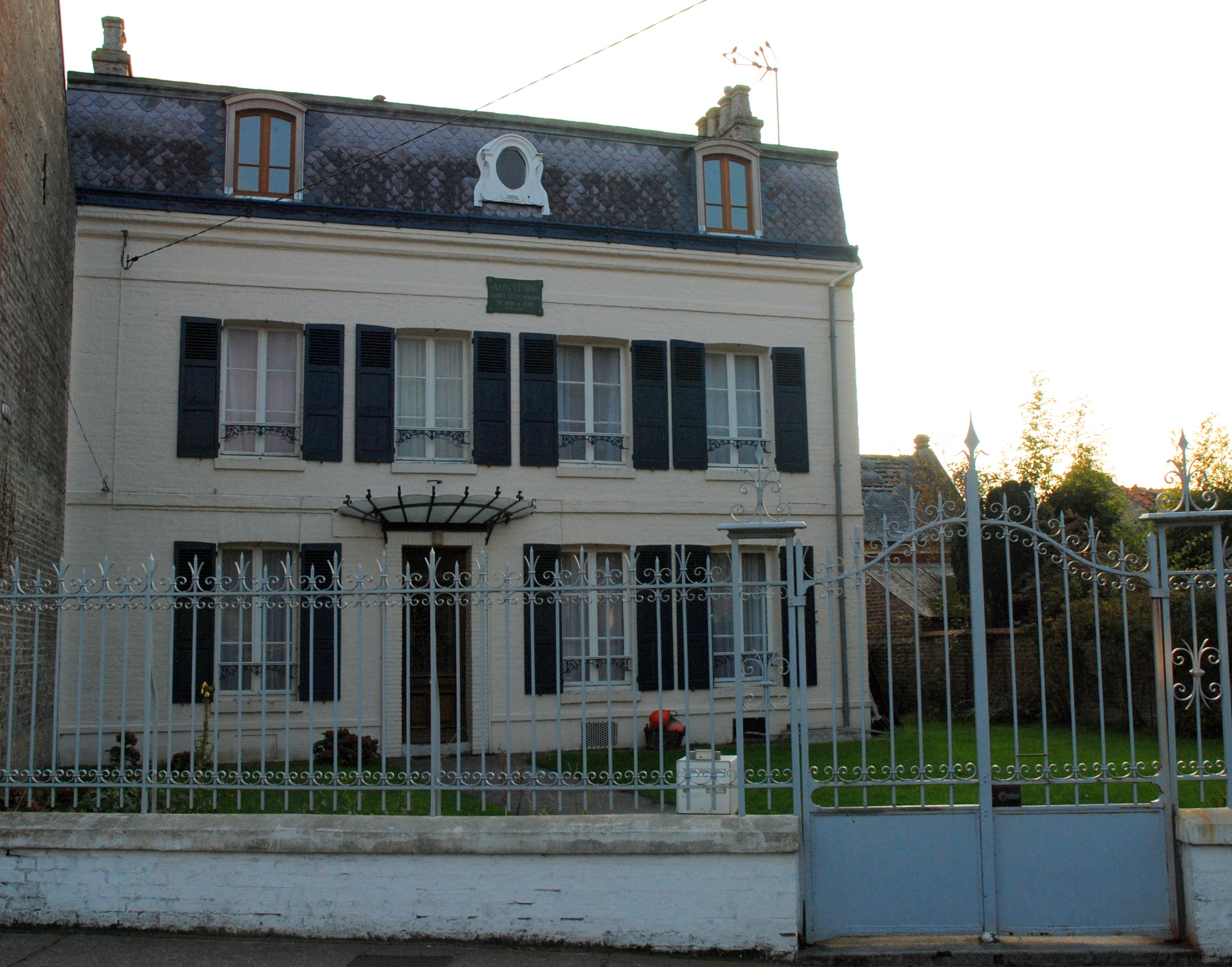
Het huis van Jules Verne in Le Crotoy
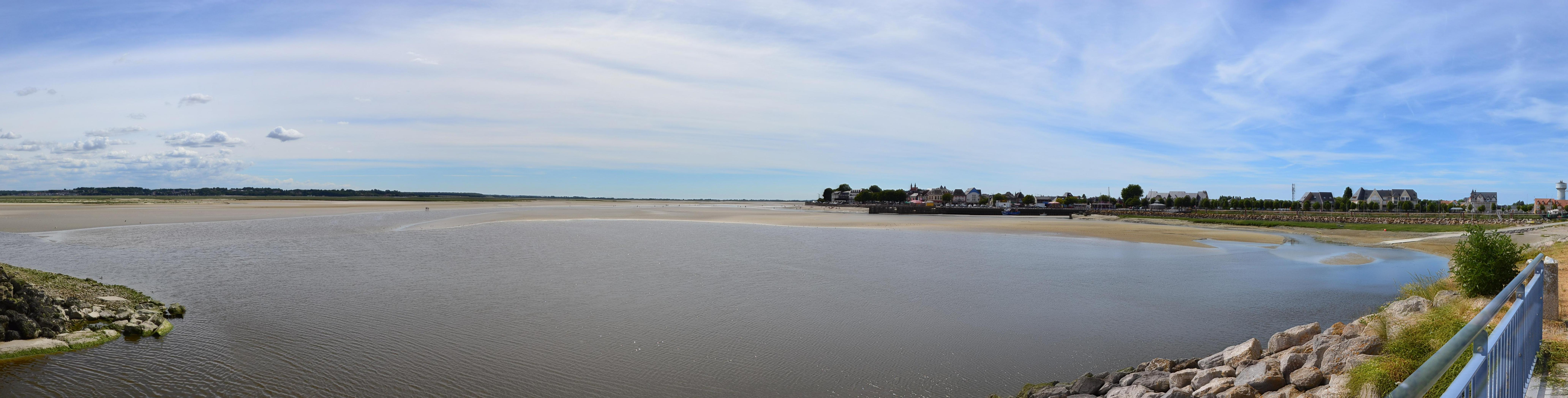
De Sommebaai en (rechts) Le Crotoy